# Crassispira rudis
Crassispira rudis é uma espécie de gastrópode do gênero Crassispira, pertencente à família Pseudomelatomidae.